# Dabré (Ouallam)
Dabré (auch: Dabray, Dabrey) ist ein Dorf in der Stadtgemeinde Ouallam in Niger.

## Geographie
Das von einem traditionellen Ortsvorsteher (chef traditionnel) geleitete Dorf befindet sich rund 18 Kilometer westlich des urbanen Zentrums von Ouallam, der Hauptstadt des gleichnamigen Departements Ouallam, das zur Region Tillabéri gehört. Eine Siedlung in der näheren Umgebung von Dabré ist Harigana im Nordwesten.
Dabré liegt im Dünengebiet im Westen Nigers. Es herrscht das Klima der Sahelzone vor, mit einer durchschnittlichen jährlichen Niederschlagsmenge zwischen 300 und 400 mm.

## Bevölkerung
Bei der Volkszählung 2012 hatte Dabré 1718 Einwohner, die in 181 Haushalten lebten. Bei der Volkszählung 2001 betrug die Einwohnerzahl 1191 in 126 Haushalten und bei der Volkszählung 1988 belief sich die Einwohnerzahl auf 897 in 111 Haushalten.

## Wirtschaft und Infrastruktur
Im Dorf wird ein Wochenmarkt abgehalten. Der Markttag ist Samstag. Mit einem Centre de Santé Intégré (CSI) ist ein Gesundheitszentrum vorhanden. Es gibt eine Schule.